# 2010년 동계 올림픽 불가리아 선수단
불가리아는 2010년 2월 12일부터 2월 28일까지 캐나다 밴쿠버에서 열린 제21회 동계 올림픽에 참가했다.

## 알파인 스키
- 킬리안 알브레치트
- 스테판 게오르기에프
- 마리아 키르코바

## 바이애슬론
- 크라스미르 아네프
- 마틴 보그다노프
- 블라디미르 일리에프
- 미로슬라프 케나노프
- 미차일 클레체로프
- 니나 클레노브스카

## 크로스 컨트리 스키
- 안토니아 그리고로바 부르고바
- 테오도라 말체바
- 베셀린 츠신조프

## 루지
| 선수            | 종목       | 1차시기 | 1차시기 | 2차시기 | 2차시기 | 3차시기 | 3차시기 | 4차시기 | 4차시기 | 총계     | 총계 |
| 선수            | 종목       | 시간    | 순위    | 시간    | 순위    | 시간    | 순위    | 시간    | 순위    | 시간     | 순위 |
| --------------- | ---------- | ------- | ------- | ------- | ------- | ------- | ------- | ------- | ------- | -------- | ---- |
| 페테르 일리에프 | 남자 1인승 | 50.348  | 34      | 50.701  | 35      | 50.921  | 34      | 50.427  | 35      | 3:22.398 | 35   |
| 이반 파푸치에프 | 남자 1인승 | 50.932  | 37      | 50.909  | 36      | 51.105  | 37      | 50.386  | 34      | 3:23.332 | 37   |

## 쇼트트랙
- 마리나 그리고리예브나 니콜로바
- 아센 판도프
- 에브게니아 라다노바

## 스노보드
- 알렉산드라 제코바
- 이반 란체프